# Стара Чортория
Стара Чортори́я (колишня назва Чартория Стара) — село в Україні, у Житомирському районі Житомирської області. Входить до складу Любарської селищної громади. Населення становить 1208 осіб.
У селі народилися український прозаїк Леонід Бондарчук, герой соціалістичної праці Степан Трохимчук.

## Географія
Селом протікає річка Случ.

## Коротка історична довідка про село Стара Чортория
Вперше с. Чортория згадується в Литовській Метриці за 1449 рік.
- 1585 рік — володіли селом князі Острозькі.
- 1609 рік — село спалили татари.
- 1648 рр. — козацький загін Кривоноса визволив село від поляків.
- 1667 р. — за Андрусівським перемир'ям село перейшло під владу Польщі.
- 1702 р. — повстання під проводом Семена Палія.
- 1754 р. — участь в повстанні в районі Житомира.
- 1768 р. — повстання селян Коліївщина.
- 1793 р. — село приєднане до Росії.
- 1797 р. — село в складі новоутвореної Волинської губернії.
- 1856 р. — в селі Стара Чортория відкрито парафіяльну школу в якій навчалось 52 учні (3 групи).
- 1861 р. — скасування панщини (т. зв. «голодна воля») — для селян виділено 481 десятину землі по 74,2 крб. Селяни мали щорічно платити протягом 10 років, в той час 69 селянських дворів із 76 були безкінні.
- 1905 р. — 200 селян повстали — вимагали у поміщика землю. Жандарми арештували 18 селян.
- 1914 р. — 1-ша світова війна — 120 чоловіків мобілізовані.
- 1917 р. — звістка про Лютневу революцію в Петрограді.
- 1917 р. — Жовтневий переворот — декрет про Землю.
- 1918 р. — в січні встановлено радянську окупаційну владу, розподіл землі і пограбування майна поміщиків.
- 1918 р. — в кінці лютого німецькі союзники звільнили село від більшовиків.
- 1918 р. — відновлення влади УНР.
- 1919 р. — березень, квітень, травень — окупація Червоною Армією, створено ревком і комітет бідноти.
- 1919 р. — на початку серпня повторне визволення села армією УНР.
- 1920 р. — наприкінці лютого Червона Армія (47-ма дивізія) вибили українських воїнів із села. Дальший розподіл землі між селянами.
- 1920 р. — в квітні поляки увійшли в село.
- 1920 р. — 27 червня бригада Котовського захопила село.
- 1920 р. — в кінці жовтня повернення під юрисдикцію УНР.
- 1920 р. — Червона Армія захопила село, остаточно встановлено радянську окупаційну владу. Головою сільської Ради обраний Нагорний Каленик. Головою комітету незаможних селян був Іщук Михалко.
- 1921 р. — відкрито 4-річну школу та хату-читальню.
- 1922 р. — відкрито кооперативний магазин на паях.
- 1923 р. — відкрито магазин страхфонду насіння зерна.
- 1927 р. — в селі організовані два ТСОЗи — «Хлібороб» та ім. Леніна на базі яких в 1929—1930 роках було створено колгосп «Нова перемога».
- 1930 р. — створено партячейку на чолі з Якимцем Федором Онисимовичем в складі Жука Петра Тимофійовича, Олійника Федора Петровича, Федорука Тараса. Відкрито сельбуд у хаті батюшки Кражановського.
- 1930 р. — квітень, Великдень. Початок «Волинки» проти колгоспів. Вихід багатьох селян із колгоспу. Репресії проти селян.
- 1929—1930 рр. — З церкви скинули дзвони. Вбили Яцкова Аврама.
- 1933 р. — Голодомор. Померло до 100 душ, особливо в травні-червні місяці. Зимою більшовики вивезли все зерно, навіть мак, сім'я конопель, квасолю з горшків і глечиків.
- 1935 р. — чотирирічну школу перетворено на семирічну. Похорон Маніна Павла вбитого Гуртін Явдохою. Після голодовки на 1935 р. майже всі селяни були в колгоспі. На трудодень видавали щорічно аж до 1941 р. по 2-3 кг зерна. Колгосп «Нова перемога» очолив у 1930 р. учитель із Нової Чорториї Ф. О. Якимець. Головою став Жук Петро (1932—1933 рр.), а з травня 1934 р. колгосп очолив Олійник Федір Петрович, який 5 травня 1938 р. був репресований і розстріляний як ворог народу.

- У селі діє Свято-Троїцька церква. Її настоятелем є Митрофорний Протоієрей Отець Тарасій Гаврилів, який за церковні заслуги нагороджений орденами «Святого Благовірного князя Володимира Великого», «Андрія Первозваного» та «Нестора Літописця».

## Населення

### Мова
Розподіл населення за рідною мовою за даними перепису 2001 року:
| Мова            | Кількість | Відсоток |
| --------------- | --------- | -------- |
| українська      | 1389      | 99.36%   |
| російська       | 7         | 0.50%    |
| інші/не вказали | 2         | 0.14%    |
| Усього          | 1398      | 100%     |

## Уродженці
- Одуд Вадим Миколайович — майор збройних сил України, учасник російсько-української війни, Герой України.